# Viana kommun, Espírito Santo
Viana är en kommun i Brasilien.   Den ligger i delstaten Espírito Santo, i den sydöstra delen av landet, 900 km sydost om huvudstaden Brasília. Antalet invånare är 64 999. Arean är 312 kvadratkilometer.
Terrängen i Viana är kuperad åt nordväst, men åt sydost är den platt.
Följande samhällen finns i Viana:
- Viana

Omgivningarna runt Viana är huvudsakligen savann. Runt Viana är det tätbefolkat, med 286 invånare per kvadratkilometer.